# آوبری (کالیفرنیا)
آوبری (به انگلیسی: Auberry) یک منطقهٔ مسکونی در ایالات متحده آمریکا است که در شهرستان فرسنو، کالیفرنیا واقع شده‌است. آوبری ۴۹٫۷۳ کیلومتر مربع مساحت و ۲۸٬۱۶۸ نفر جمعیت دارد و ۶۱۵ متر بالاتر از سطح دریا واقع شده‌است.